# Vera (brano musicale)
Vera è una canzone dei Pink Floyd pubblicata nel 1979 all'interno dell'album The Wall. La canzone è un riferimento alla cantante Vera Lynn, già in attività durante la seconda guerra mondiale, ed alla sua canzone We'll Meet Again. Ciò conduce alla storia di Roger Waters che, come lo stesso Pink nell'album, non ha mai conosciuto il padre. Infatti, Vera Lynn nella sua canzone annunciava il ritorno dei soldati dalla guerra, cosa che né per Pink, né per Roger Waters successe. 

## Composizione
Il brano è piuttosto breve, appena 1 minuto e 35 secondi.
Si apre con la frase "Where the hell are you, Simon?" e con alcuni effetti sonori, tutto estratto dal film del 1969 I lunghi giorni delle aquile.
Subito dopo entra la voce di Waters, inizialmente accompagnata da un basso. Dopo le prime parole entrano anche una chitarra acustica, degli archi e un sintetizzatore.
La canzone termina con il suono di alcuni rullanti, che introduce la canzone successiva.

## Trama
Come le altre canzoni dell'album The Wall, Vera narra una parte della storia di Pink, il protagonista.
Pink, depresso, ripensa a suo padre, che non ha mai conosciuto perché è morto in battaglia durante la seconda guerra mondiale.

## Versione cinematografica
Nel film Pink Floyd - The Wall di Alan Parker, il brano è presente in un'unica scena. Pink si trova in una stazione ferroviaria dove, tra le urla di gioia di tutta la gente che lo circonda, stanno tornando i treni che portano i soldati sopravvissuti in guerra. Pink cerca suo padre, ma, tristemente, non lo trova.

## Esecutori
- Roger Waters - voce[3]
- David Gilmour - basso[3], chitarra acustica[3]
- Richard Wright - sintetizzatore Prophet-5[3]
- New York Orchestra - archi[3]